# TII-Tasiilaq
TII-Tasiilaq (Tunumi Inuussutissarsiutitigut Ilinniarfik – Tasiilaq) er en erhvervsskole i Tasiilaq på Grønland.
Der tilbydes forskellige uddannelser indenfor bl.a. mekaniske fag og sundheds- og socialfag.

## Links
- Skolens hjemmeside Arkiveret 31. august 2007 hos  Wayback Machine

65°36′57″N 37°38′18″V / 65.6159°N 37.6384°V